# Kim Cattrall
Kim Victoria Cattrall (ur. 21 sierpnia 1956 w Liverpoolu) – kanadyjsko-amerykańska aktorka urodzona w Wielkiej Brytanii. Autorka książki Inteligencja seksualna. Jej rodzina była pochodzenia angielskiego i walijskiego. 

## Filmografia
- 2023 Glamorous (serial TV) jako Madolyn Addison
- 2020 Obłudna gra (Filthy Rich, serial TV) jako Margaret Monreaux
- 2010 Seks w wielkim mieście 2 (Sex And The City 2) jako Samantha Jones
- 2010 Autor widmo jako Amelia Bly
- 2008 Seks w wielkim mieście (Sex and the City) jako Samantha Jones
- 2005 Księżniczka na lodzie (Ice Princess) jako Tina Harwood
- 2002 Crossroads – Dogonić marzenia (Crossroads) jako matka Lucy
- 2001 15 minut (15 Minutes) jako Cassandra
- 2001 Diabeł i Daniel Webster (The Devil and Daniel Webster) jako Constance Hurry
- 1999 Geniusze w pieluchach (Baby Geniuses) jako Robin Bobbins
- 1999 36 godzin do śmierci (36 Hours to Die) jako Kim Stone
- 1998 Istota (Creature) jako Amanda Macy
- 1998 Modern Vampires jako Ulrike
- 1998–2004 Seks w wielkim mieście (Sex and the City, serial TV) jako Samantha Jones
- 1997 Inwazja (Invasion) jako dr Sheila Moran
- 1997 Wyjątek od reguły (Exception to the Rule) jako Carla Rainer
- 1996 Podwójna świadomość (Unforgettable) jako Kelly
- 1996 Every Woman’s Dream jako Liz Wells
- 1996 Inwazja (Robo Warriors) jako dr Sheila Moran
- 1996 Gdzie leży prawda (Where Truth Lies) jako Racquel Chambers
- 1995 Pamiętniki Heidi (The Heidi Chronicles) jako Susan
- 1995 Poza podejrzeniem (Above Suspicion) jako Gail
- 1995 OP Center jako Jane Hood
- 1995 Live Nude Girls jako Jamie
- 1994 Cel: Delilah (Running Delilah) jako Delilah
- 1994 Sex i kasety video (Two Golden Balls) jako Sydnie
- 1993 Angel Falls jako Genna Harrison
- 1993 Podwójne podejrzenie (Breaking Point lub Double Suspicion) jako Allison Meadows
- 1993 Dzikie palmy (Wild Palms) jako Paige Katz
- 1992 Podwójna wizja (Double Vision) jako Caroline/Lisa
- 1992 Cud na Dzikim Zachodzie (Miracle in the Wilderness) jako Dora Adams
- 1992 W mgnieniu oka (Split Second) jako Michelle
- 1991 Star Trek VI: Nieodkryta kraina (Star Trek VI: The Undiscovered Country) jako porucznik Valeris
- 1990 Honeymoon Academy jako Chris Nelson
- 1990–1996: Życie jak sen (Dream On) jako Jeannie (1994)
- 1990 Fajerwerki próżności (The Bonfire of the Vanities) jako Judy McCoy
- 1989 La Famiglia Buonanotte jako ciotka Eva
- 1989 Powrót muszkieterów (The Return of the Musketeers) jako Justine de Winter
- 1988 Koszmarny rejs (Midnight Crossing) jako Alexa Schubb
- 1988 Królewski pałac (Palais Royale) jako Odessa Muldoon
- 1988 Maskarada (Masquerade) jako Brooke Morrison
- 1987 Manekin (Mannequin) jako Emma Hesire
- 1986 Wielka draka w chińskiej dzielnicy (Big Trouble in Little China) jako Gracie Law
- 1985 City Limits jako Wickings
- 1985 Zuch 182 (Turk 182!) jako Danny Boudreau
- 1985 Skok (Hold-Up) jako Lise
- 1984 Sins of the Past jako Paula Bennett
- 1984 Akademia Policyjna (Police Academy) jako Karen Thompson
- 1982–1983: Tales of the Gold Monkey jako Whitney Bunting (1983)
- 1982 Świntuch (Porky’s) jako Honeywell
- 1981 Skrupuły (Scruples) jako Melanie Adams
- 1981 Bilet do nieba (Ticket to Heaven) jako Ruthie
- 1980 Dar (Tribute) jako Sally Haines
- 1979 Crossbar jako Katie Barlow
- 1979 How the West Was Won jako Dolores
- 1979 Nocny jeździec (The Night Rider) jako Regina Kenton
- 1979 The Gossip Columnist
- 1979 The Rebels jako Anne Kent
- 1978 Columbo: How to Dial a Murder jako Joanne Nicholls
- 1978 The Bastard jako Anne Ware
- 1977 Śmiertelne żniwo (Deadly Harvest) jako Susan Franklin
- 1977 Good Against Evil jako Linday Isley
- 1975–1979 Starsky i Hutch (Starsky & Hutch) jako Emily Harrison (1978)
- 1975 Różyczka (Rosebud) jako Joyce Donnovan

## Życie prywatne
Była żoną Larry’ego Davisa (1977–1979; małżeństwo anulowano), Andre J. Lysona (1982–1989; rozwód) i Marka Levinsona (1998–2004; rozwód).
Posiada trzy obywatelstwa: kanadyjskie, brytyjskie i amerykańskie.
Mieszka w Nowym Jorku w dzielnicy Manhattan, Midtown w jednym z apartamentowców.

## Nagrody
| Rok  | Nagroda                           | Kategoria                                                                     | Tytuł                           |
| ---- | --------------------------------- | ----------------------------------------------------------------------------- | ------------------------------- |
| 2002 | Nagroda Gildii Aktorów Ekranowych | Wybitny występ zespołu aktorskiego w serialu komediowym                       | Seks w wielkim mieście          |
| 2003 | Złoty Glob                        | Najlepsza aktorka drugoplanowa w serialu, miniserialu lub filmie telewizyjnym | Seks w wielkim mieście          |
| 2004 | Nagroda Gildii Aktorów Ekranowych | Wybitny występ zespołu aktorskiego w serialu komediowym                       | Seks w wielkim mieście          |
| 2011 | Złota Malina                      | Najgorsza aktorka                                                             | Seks w wielkim mieście 2 (2010) |
| 2011 | Złota Malina                      | Najgorsza cała obsada filmu                                                   | Seks w wielkim mieście 2 (2010) |
| 2011 | GLAAD Media Awards                | Nagroda GLAAD                                                                 | –                               |